# Kawasaki GPZ 600 R
Kawasaki GPZ600R – japoński motocykl sportowy produkowany w latach 1985-1989 przez Kawasaki.

## Historia
Kawasaki GPZ600R został zaprezentowany w 1984 roku podczas wystawy IFMA w Kolonii jako maszyna super sportowa klasy średniej. Aby podkreślić sportowy charakter możliwości jezdne motocykla zademonstrowano na torze wyścigowym Jarama w Hiszpanii. 
Motocykl trafił do sprzedaży w 1985 i był produkowany do 1989, pomimo tego, że jego bezpośredni następca w postaci Kawasaki GPX600R pojawił się na rynku już w 1988.

## Ninja 600RX
W 1987 Kawasaki wypuściło na rynek amerykański limitowaną serię motocykli wyposażonych w pochodzącą z Kawasaki GPZ400R aluminiową ramę. Motocykl nazwany Ninja 600RX (oznaczenie producenta ZX600B) był o 6 kg lżejszy, ale z powodu węższej przedniej opony i ostrzejszych kątów skrętu prowadził się bardzo nerwowo. 